# 28675 Suejohnston
28675 Suejohnston è un asteroide della fascia principale. Scoperto nel 2000, presenta un'orbita caratterizzata da un semiasse maggiore pari a 3,0566948 UA e da un'eccentricità di 0,1580718, inclinata di 1,55516° rispetto all'eclittica.